# Héctor Faubel
Héctor Faubel Rojí (Llíria, Comunidade Valenciana, 10 de agosto de 1983) é um motociclista espanhol que disputa a categoria de 125cc. Iniciou sua carreira profissional em 2000.